# Berberidoideae
Barberidoideae es una subfamilia de plantas herbáceas y arbustos perteneciente a la familia   Berberidaceae. 

## Tribus, subtribus y géneros
- Tribu:  Berberideae
  - Subtribu: Berberidinae
    - Géneros: Berberis - Mahonia - Ranzania

  - Subtribu: Epimediinae
    - Géneros: Achlys - Bongardia - Diphylleia - Dysosma - Epimedium - Jeffersonia - Plagiorhegma - Podophyllum - Sinopodophyllum - Vancouveria
- Tribu: Leonticeae
  - Géneros: Caulophyllum - Leontice - Gymnospermium